# Slovenská Kajňa
Slovenská Kajňa (bis 1927 slowakisch auch „Slovenská Kajná“; ungarisch Alsónyírjes – bis 1907 Tótkajnya) ist eine Gemeinde im Osten der Slowakei mit 701 Einwohnern (Stand 31. Dezember 2024), die im Okres Vranov nad Topľou, einem Teil des Prešovský kraj, liegt und zur traditionellen Landschaft Zemplín gehört.

## Geographie
Die Gemeinde befindet sich am Südrand der Niederen Beskiden im Tal der Ondava, am südlichen Ende des Stausees Malá Domaša, unmittelbar vor der Mündung des Kvakovský potok in die Ondava. Das Ortszentrum liegt auf einer Höhe von 147 m n.m. und ist 16 Kilometer von Vranov nad Topľou entfernt.
Nachbargemeinden sind Kvakovce im Norden, Malá Domaša im Nordosten und Osten, Benkovce im Süden, Vyšný Kazimír im Südwesten, Merník im Westen  und erneut Kvakovce im Nordwesten.

## Geschichte
Der Ort wurde zum ersten Mal 1334, nach anderen Quellen 1323 als Kanya schriftlich erwähnt. Im Jahr 1363 war er Bestandteil des Herrschaftsguts der Burg Čičava, danach war er überwiegend Besitz von verschiedenen niederadeligen Familien, im 17. Jahrhundert gehörte das Dorf zum Gut des Spitals von Vranov. Gegen 1600 war Slovenská Kajňa mit 20 bewohnten Untertanen-Häusern ein mittelgroßes Dorf. Pestepidemien und Kuruzzenaufstände des späten 17. und frühen 18. Jahrhunderts sorgten für Verwüstung der Gegend, sodass erst nach dem Frieden von Sathmar der Wiederaufbau beginnen konnte. 1828 zählte man 55 Häuser und 410 Einwohner, die überwiegend als Landwirte beschäftigt waren. Ab 1880 kam es wegen anhaltender Armut zu mehreren Auswanderungswellen.
Bis 1918 gehörte der im Komitat Semplin liegende Ort zum Königreich Ungarn und kam danach zur Tschechoslowakei beziehungsweise heute Slowakei.

## Bevölkerung
| Jahr                | 1994 | 2004    | 2014    | 2024     |
| ------------------- | ---- | ------- | ------- | -------- |
| Anzahl der Personen | 826  | 815     | 781     | 701      |
| Unterschied         |      | −1,33 % | −4,17 % | −10,24 % |

| Jahr                | 2023 | 2024    |
| ------------------- | ---- | ------- |
| Anzahl der Personen | 717  | 701     |
| Unterschied         |      | −2,23 % |

Nach der Volkszählung 2011 wohnten in Slovenská Kajňa 789 Einwohner, davon 777 Slowaken, zwei Tschechen und ein Ukrainer. Fünf Einwohner gaben eine andere Ethnie an und vier Einwohner machten keine Angabe zur Ethnie.
719 Einwohner bekannten sich zur römisch-katholischen Kirche, 38 Einwohner zur griechisch-katholischen Kirche, sieben Einwohner zur Evangelischen Kirche A. B., drei Einwohner zur orthodoxen Kirche sowie jeweils ein Einwohner zur evangelisch-methodistischen Kirche und zur reformierten Kirche; ein Einwohner bekannte sich zu einer anderen Konfession. 10 Einwohner waren konfessionslos und bei neun Einwohnern wurde die Konfession nicht ermittelt.

## Bauwerke
- römisch-katholische Kirche im historisierenden Stil aus dem Jahr 1925